# Minona paulmartensi
Minona paulmartensi är en plattmaskart som beskrevs av Curini-Galletti 1991. Minona paulmartensi ingår i släktet Minona och familjen Monocelididae. Inga underarter finns listade i Catalogue of Life.